# Łopianka (Ukraina)
Łopianka (ukr. Лоп'янка, Łopjanka) – wieś na Ukrainie, w obwodzie iwanofrankiwskim, w rejonie rożniatowskim, nad Maniawką, dopływem Czeczwy. W 2001 roku liczyła 1828 mieszkańców.
Pierwsza wzmianka o miejscowości pochodzi z 1649 roku. W II Rzeczypospolitej miejscowość stanowiła początkowo samodzielną gminę jednostkową. 1 sierpnia 1934 roku w ramach reformy na podstawie ustawy scaleniowej została włączona do zbiorowej gminy wiejskiej Spas w powiecie dolińskim, w województwie stanisławowskim. W 1921 roku gmina Łopianka liczyła 1388 mieszkańców (715 kobiet i 673 mężczyzn) i znajdowało się w niej 320 budynków mieszkalnych (w tym 7 niezamieszkanych). 1345 osób deklarowało narodowość rusińską (ukraińską), 23 – żydowską, 16 – polską, 4 – niemiecką. 1345 osób deklarowało przynależność do wyznania greckokatolickiego, 23 – do mojżeszowego, 16 – do rzymskokatolickiego, 4 – do ewangelickiego.

## Urodzeni w Łopiance
- Juliusz Petry – polski literat, polityk, pierwszy dyrektor Polskiego Radia Lwów i dyrektor Polskiego Radia Wilno, a po wojnie współorganizator TVP we Wrocławiu, autor licznych słuchowisk[5][6].